# Anguliphantes sibiricus
Anguliphantes sibiricus är en spindelart som först beskrevs av Andrei V. Tanasevitch 1986.  Anguliphantes sibiricus ingår i släktet Anguliphantes och familjen täckvävarspindlar. Inga underarter finns listade i Catalogue of Life.